# Società Editrice Barbarossa
Società Editrice Barbarossa (S.E.B.) è stata una casa editrice italiana con sede a Milano.

## Storia
Nasce a Saluzzo, intorno alla rivista Orion e alla libreria "La Bottega del Fantastico" di Milano. Nel 1981 pubblica il suo primo volume, La commedia di Charleroi di Pierre Drieu La Rochelle .
Ne sono stati animatori nel corso degli anni Maurizio Murelli, Alessandra Colla, Carlo Terracciano, Gabriele Adinolfi.

Nel suo catalogo testi sulla cultura di destra, sul fascismo di sinistra, sui comunitarismo, sull'Islam, sul fantasy, sul nazionalismo di sinistra, sul futurismo e sull'antimondialismo.